# Монтейро, Рональдо
Рональдо Монтейро Педраса (исп. Ronaldo Monteiro Pedraza; родился 11 января 1998 года, Санта-Крус-де-ла-Сьерра, Боливия) — боливийский футболист, нападающий клуба «Боливар».

## Клубная карьера
Монтейро — воспитанник клуба «Боливар». 26 мая 2016 года в матче против «Спорт Бойз Варнес» он дебютировал в чемпионате Боливии.

## Международная карьера
В начале 2015 года Монтейро в составе юношеской сборной Боливии принял участие в юношеском чемпионате Южной Америки в Парагвае. На турнире он сыграл в матчах против Чили, Эквадора и Уругвая.
В 2017 года Монтейро в составе молодёжной сборной Боливии принял участие в молодёжном чемпионате Южной Америки в Эквадоре. На турнире он сыграл в матчах против команд Перу, Аргентины и Венесуэлы. В поединке против перуанцев Рональдо забил гол.